# Emerson Acuña
Emerson de Jesús Acuña Juvinao (Barranquilla, Atlántico, Colombia; 16 de junio de 1979) es un exfutbolista colombiano que jugaba como delantero.

## Trayectoria

### Atlético Junior
Jugó 10 años de su carrera profesional en el Júnior de Barranquilla. Siendo convocado a selección de Colombia en algunas ocasiones, pero no ha jugado porque ha tenido que competir por el puesto con jugadores de talla internacional. Con Júnior ha obtenido dos subcampeonatos (2003-I y 2009-I) y dos campeonatos colombianos (2004-II y 2010-I). También ganó torneos amistosos como la Copa Cotton USA (2004) en honor al desaparecido Andrés Escobar. Además es recordado por hacer parte de un gran tridente tiburón en la Copa Libertadores 2005 junto a Martín Arzuaga y Omar Sebastián Pérez.
En 2008 iba a ser traspasado al Cúcuta Deportivo pero la negociación se dañó ya que Lin Carlos Henry (jugador por el que iba a ser intercambiado) estaba lesionado. Ese mismo año se convirtió en una de las figuras del equipo pero bajó su rendimiento siendo irregular, por lo que en algunas ocasiones arrancaba como suplente, aunque en el segundo semestre de ese año conformaría la delantera titular del Júnior.
Para el 2009 participa como suplente en el equipo subcampeón del Torneo Apertura 2009.
En el 2010, comienza como titular, siendo participante directo de la eliminación del Júnior de la Copa Libertadores. Luego es bajado a la suplencia hasta quedar relegado a la reserva, quedando campeón del Torneo Apertura 2010 como alternativa. 

### Once Caldas
Para el segundo torneo del 2010 es contratado por el Once Caldas en un intercambio con Henry Rojas. 

### Uniautónoma F.C.
Jugó toda la temporada 2011 con la Uniautónoma F.C. de la Categoría Primera B colombiana. 

### Deportivo Anzoátegui
En 2012 llega a Venezuela para jugar con el Deportivo Anzoátegui.

## Controversia
Cuando se jugaba la tercera fecha de los cuadrangulares semifinales del Torneo Finalización 2008, se vio en una jugada polémica, corridos los 15 primeros minutos del partido ante el América, el "Piojo" simula una falta inexistente en el área, cuando el jugador más próximo del América de Cali se encontraba a más de 1 metro del jugador. Fue el primer tanto del Júnior para el empate final 1-1. Luego de la acción, la Dimayor sancionó a Acuña con tres fechas sin poder jugar en el campeonato, aunque esto no ha frenado la falta de honestidad de los jugadores en pro del juego limpio.

## Legado familiar
Su sobrino Stiwart Acuña ha jugado profesionalmente en el Júnior y el Barranquilla FC donde milita actualmente

## Selección nacional
Ha sido convocado varias veces a la selección de Colombia, pero su regularidad en esta selección no ha sido la esperada.

## Estadísticas
| Club                             | Div.          | Temporada     | Liga  | Liga  | Copa Nacional | Copa Nacional | Copa Internacional | Copa Internacional | Total | Total |
| Club                             | Div.          | Temporada     | Part. | Goles | Part.         | Goles         | Part.              | Goles              | Part. | Goles |
| -------------------------------- | ------------- | ------------- | ----- | ----- | ------------- | ------------- | ------------------ | ------------------ | ----- | ----- |
| Junior · Colombia                |               |               |       |       |               |               |                    |                    |       |       |
| 1.ª                              | 2000/07       | 202           | 20    | -     | -             | 14            | 4                  | 216                | 24    |       |
| 1.ª                              | 2008          | 34            | 2     | -     | -             | -             | -                  | 34                 | 2     |       |
| 1.ª                              | 2009          | 30            | 2     | -     | -             | -             | -                  | 30                 | 2     |       |
| 1.ª                              | 2010          | 10            | 0     | -     | -             | 2             | 1                  | 12                 | 1     |       |
| Total club                       | Total club    | 278           | 24    | 0     | 0             | 16            | 5                  | 292                | 29    |       |
| Once Caldas · Colombia           |               |               |       |       |               |               |                    |                    |       |       |
| 1.ª                              | 2010          | 16            | 1     | -     | -             | -             | -                  | 16                 | 1     |       |
| Total club                       | Total club    | 16            | 1     | 0     | 0             | 0             | 0                  | 16                 | 1     |       |
| Uniautónoma · Colombia           |               |               |       |       |               |               |                    |                    |       |       |
| 2.ª                              | 2011          | 29            | 1     | 7     | 0             | -             | -                  | 36                 | 1     |       |
| Total club                       | Total club    | 29            | 1     | 7     | 0             | 0             | 0                  | 36                 | 1     |       |
| Deportivo Anzoátegui · Venezuela |               |               |       |       |               |               |                    |                    |       |       |
| 1.ª                              | 2012          | 11            | 1     | -     | -             | -             | -                  | 11                 | 1     |       |
| Total club                       | Total club    | 11            | 1     | 0     | 0             | 0             | 0                  | 11                 | 1     |       |
| Total carrera                    | Total carrera | Total carrera | 334   | 27    | 7             | 0             | 16                 | 5                  | 357   | 32    |

## Palmarés

### Torneos nacionales
| Título              | Club        | País     | Año  |
| ------------------- | ----------- | -------- | ---- |
| Torneo Finalización | Júnior      | Colombia | 2004 |
| Torneo Apertura     | Júnior      | Colombia | 2010 |
| Torneo Finalización | Once Caldas | Colombia | 2010 |